# Dvärgbjörksguldmal
Dvärgbjörksguldmal (Phyllonorycter anderidae) är en fjärilsart som först beskrevs av W. Fletcher 1885.  Dvärgbjörksguldmal ingår i släktet guldmalar, och familjen styltmalar.
Artens utbredningsområde är:
- Österrike.
- Belgien.
- Estland.
- Lettland.
- Tjeckien.
- Danmark.
- Finland.
- Tyskland.
- Nederländerna.
- Norge.
- Polen.
- Sverige.
- Ukraina.

Arten är reproducerande i Sverige. Inga underarter finns listade i Catalogue of Life.